# Inspektorat Kontroli Wojskowej

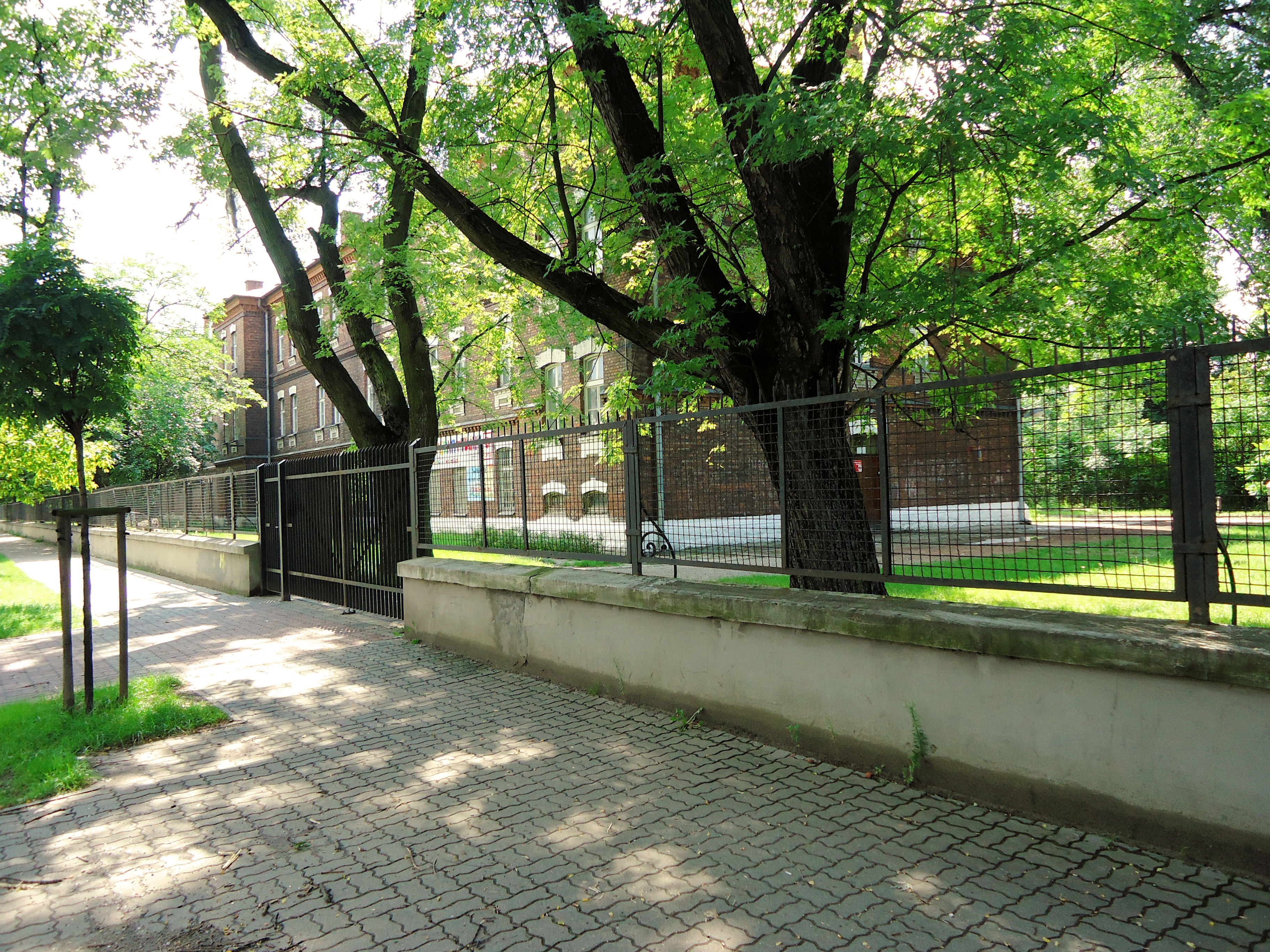
IKW – 11 Listopada w Warszawie

Inspektorat Kontroli Wojskowej (IKW) – jednostka organizacyjna Ministerstwa Obrony Narodowej z siedzibą w Warszawie, organ sprawujący kontrolę dowództw i jednostek organizacyjnych resortu ON, odpowiednik cywilnej Najwyższej Izby Kontroli.

## Geneza

### Lata 20. – 30. XX wieku
Funkcjonowanie organów kontroli wojskowej, sięga swoją tradycją początków istnienia II Rzeczypospolitej. 15 sierpnia 1920 został utworzony Oddział Naczelnej Kontroli Wojskowej przy Ministerstwie Spraw Wojskowych, jego szefem był gen. ppor. Jan Wroczyński.
W 1921 powstała Wojskowa Kontrola Generalna, jej szefem od 3 listopada 1921 był dr Paweł Minkowski. Zalążkiem powstania Korpusu Kontrolerów w Wojsku Polskim był dekret z 20 marca 1921 O Administracji Sił Zbrojnych podpisany 11 kwietnia 1921 przez Marszałka Józefa Piłsudskiego i ministra spraw wojskowych generała porucznika Kazimierza Sosnkowskiego, powołując tym samym nową komórkę organizacyjną – Korpus Kontrolerów Wojskowych podlegający Ministrowi Spraw Wojskowych. Organ KKW został zorganizowany na wzór Armii francuskiej, w której KK funkcjonował od roku 1882. Pracami nad organizacją Korpusu Kontrolerów i dostosowaniem wzorców francuskich dla potrzeb Wojska Polskiego kierował generał francuskiego KK Chappuis. Zgodnie z etatem KKW liczył 50 oficerów, w tym: 5 generałów poruczników, 9 generałów podporuczników, 15 pułkowników, 15 podpułkowników i 6 majorów. Instytucją kierującą całokształtem procesu kontrolnego był Sekretariat Generalny na którego czele stał Sekretarz Generalny, będący również Szefem Korpusu Kontrolerów Wojskowych. Szefem Wojskowej Kontroli Generalnej 20 grudnia 1921 został płk dr Roman Górecki (1921–1922). Kolejnymi szefami byli: dr Paweł Minkowski (1922); ppłk rez. Jan Waygart (1922–1924).
W 1924 został utworzony Korpus Kontrolerów jako samodzielny organ resortu Spraw Wojskowych, jego szefem był gen. bryg. dr Roman Górecki (1924–1926). 6 sierpnia 1926, po powrocie do władzy w maju 1926 marszałka Józefa Piłsudskiego, na podstawie dekretu Prezydenta RP Ignacego Mościckiego ustanowiono nową strukturę organizacyjną o nazwie Generalny Inspektor Sił Zbrojnych (GISZ), na jego czele stanął Generalny Inspektor, przewidziany w razie wojny na stanowisko Naczelnego Wodza. W tym samym roku między innymi zafunkcjonowało Biuro Inspekcji GISZ z szefem płk dypl. Jerzy Ferek-Błeszyński. Biuro Inspekcji było łącznikiem pomiędzy Generalnym Inspektorem SZ, a inspektorami armii.
14 października 1927 minister spraw wojskowych zarządził reorganizację Korpusu Kontrolerów. W ramach tej reorganizacji zostały wyodrębnione trzy jednostki organizacyjne: Szef Korpusu Kontrolerów; kadra Korpusu Kontrolerów; Biuro Kontroli. Szef KK pozostał w składzie osobowym MSWojsk. Kadra KK została ulokowana przy Ministerstwie Spraw Wojskowych i podlegała wprost ministrowi. Biuro Kontroli, w zależności od realizowanych zadań, podlegało I wiceministrowi spraw wojskowych lub szefowi KK. Od 1926 szefem Korpusu Kontrolerów był Feliks Maciszewski (1926–1929), po nim płk Władysław Wielowieyski (1929–1939). W marcu 1939 lista starszeństwa korpusu oficerów kontrolerów obejmowała 6 pułkowników, 12 podpułkowników i 8 majorów. Korpus kontrolerów w tamtych latach, nie tylko umożliwiał przechodzenie armii w okres pokojowego funkcjonowania, ale ułatwiał jej reorganizację. Przyczynił się również do budowania pozytywnego wizerunku armii.

### Lata 30. – 40. XX wieku
Po zakończeniu wojny obronnej w 1939 nastąpił okres, gdzie żołnierze polscy byli rozproszeni po całej Europie. Od października 1939 do czerwca 1941 działalność kontrolno-inspekcyjna prowadzona była doraźnie bez funkcjonowania instytucjonalnych struktur kontrolnych w polskich jednostkach wojskowych. W lipcu 1940 przy Naczelnym Wodzu w Londynie utworzono stanowiska generałów do zleceń w Polskich Siłach Zbrojnych na Zachodzie (PSZ). W latach 1940–1942 funkcję tę pełnił gen. bryg. Bolesław Bronisław Duch.
We wrześniu 1943 utworzono stanowisko inspektora wyszkolenia, którym został do kwietnia 1944 gen. dyw. Józef Zając. Poza działalnością kontrolną wykonywaną przez inspektora wyszkolenia w okresie tym działalność inspekcyjną prowadził Naczelny Wódz, gen. broni Władysław Sikorski, a po katastrofie gibraltarskiej nowo mianowany Naczelny Wódz PSZ gen. broni Kazimierz Sosnkowski.

## Historia

### Lata 40. – 80. XX wieku
Koniec wojny zastał Wojsko Polskie w okresie intensywnego rozwoju organizacyjnego. Od 1945 powstawały nowe związki taktyczne i oddziały wojsk. Na wyzwalanych obszarach organizowano okręgi wojskowe, a wraz z nimi organizowano organa kontrolne. Siły zbrojne były wojskowo i politycznie podporządkowane ZSRR, nie uznawały zwierzchnictwa polskiego rządu na uchodźstwie w Londynie. W latach 1945–1947 przeniesiono do ludowego Wojska Polskiego 16 460 oficerów radzieckich. Do roku 1948 w wojsku utrzymywały się liberalne tendencje w kształtowaniu oblicza personalnego LWP, zbliżone do tych, które przyjęte zostały w Wojsku Polskim w roku 1918, gdy stanowiska oficerskie zajmowali nie tylko legioniści, ale i oficerowie służący przedtem w państwach zaborczych.

#### Organy kontrolne w Sztabie Generalnym WP (1944–1996)
W latach 1944–1993, z zadaniem kontroli szkolenia bojowego i operacyjnego, funkcjonowały w Wojsku Polskim organy kontrolne: Oddział Inspekcji (1944); Wydział Inspekcji przy Sztabie Generalnym WP (1945); Oddział VII Wyszkolenia Bojowego (1946); Wydział Inspekcji Oddziału III Operacyjnego SG WP (1948); Oddział Inspekcji Rodzajów Wojsk i Broni przy Głównym Inspektoracie Wyszkolenia Bojowego (1950); Oddział Inspekcji Rodzajów Wojsk, Broni i Służb (1950); Zarząd Inspekcji Wyszkolenia Bojowego przy Głównym Zarządzie Szkolenia Bojowego (1952); Zespoły Inspekcyjne przy Zarządzie Szkolenia Operacyjnego i Inspekcji Wojsk (1961). W lutym 1966 dokonując reorganizacji Inspektoratu Szkolenia powołano samodzielny organ kontrolny o nazwie Inspekcja Sił Zbrojnych, który funkcjonował przy Głównym Inspektoracie Szkolenia prowadząc działalność do 30 marca 1993. Pierwszym szefem Inspekcji Sił Zbrojnych został gen. bryg. Aleksander Ligaj, kolejni to: gen. dyw. Henryk Rapacewicz (1973–1975); gen. dyw. Władysław Mróz (1975–1985); gen. dyw. Apoloniusz Golik (1986–1991); gen. dyw. Bolesław Matusz (1991–1993).
Z dniem 1 kwietnia 1993 utworzono Zespół Inspekcji WP jako instytucję centralną Ministerstwa Obrony Narodowej podległą szefowi Sztabu Generalnego WP. Do czasowego pełnienia obowiązków szefa Inspekcji WP wyznaczono płk Romana Gralewskiego. Z dniem 19 września 1994 stanowisko objął gen. bryg. Andrzej Tyszkiewicz, które wykonywał do 30 czerwca 1995, po czym obowiązki przyjął ponownie płk Roman Gralewski. Z dniem 28 października 1996 zespół Inspekcji WP rozformowano.

#### Główna Kontrola Wojskowa MON (1946–1993)
6 lutego 1946 powstała Główna Kontrola Wojskowa podlegająca Ministrowi Obrony Narodowej, zlokalizowana w Warszawie przy ulicy Filtrowej 2, miała działać na prawach Departamentu MON z zadaniem przeprowadzania kontroli działalności gospodarczej, finansowej oraz organizacyjnej w zakresie administracyjno-gospodarczym instytucji wojskowych podległych pod MON, szefem został płk dr Ludwik Tangl. Szefami GKW byli między innymi: gen. dyw. Marian Knast (1982–1989); gen. dyw. Stanisław Fryń (1988–1990).

### Lata 90. XX wieku
W roku 1990, w ramach restrukturyzacji Sił Zbrojnych, dokonano szeregu zmian w organach kontroli na mocy decyzji ministra obrony narodowej gen. armii Floriana Siwickiego oraz Zarządzenia szefa Sztabu Generalnego WP gen. broni Józefa Użyckiego. Szefem Głównej Kontroli Wojskowej w 1990 został gen. dyw. Jan Wojtala (1990–1993). Główna Kontrola Wojskowa prowadziła swoją działalność do 1993, gdzie w organach kontroli wojskowej zapoczątkowany został od 1990 kolejny etap zmian, w ramach przeformowywania Ministerstwa Obrony Narodowej z centralnego organu dowodzenia i administrowania Siłami Zbrojnymi w urząd administracyjnego kierowania resortem ON i Siłami Zbrojnymi.

#### Departament Głównej Kontroli
1 kwietnia 1993 na podstawie zarządzenia MON z października 1992 został utworzony Departament Głównej Kontroli MON na bazie Głównej Kontroli Wojskowej, z zadaniami w zakresie planowania, koordynacji i prowadzenia kontroli działalności gospodarczej, finansowej i skarbowej w resorcie MON (z komórkami jednostek organizacyjnych działów kontroli kompleksowych, problemowych i gospodarczo-finansowych). Natomiast na bazie Inspekcji Sił Zbrojnych w Sztabie Generalnym WP powstał Zespół Inspekcji 
. 1 lipca 1990 powołane zostały Delegatury Głównej Kontroli Wojskowej. 1 kwietnia 1993 przekształcono je w Delegatury Departamentu Kontroli MON z siedzibami w Warszawie, Bydgoszczy, Wrocławiu i Krakowie. W 1993 struktura organizacyjna Departamentu Kontroli MON przedstawiała się następująco: Dyrektor Departamentu Kontroli; Zastępcy Departamentu Kontroli; Zespół Planowania, Organizacji i Analiz; Wydział Administracji Ogólnej; Zespoły Kontroli Gospodarczej; Zespoły Kontroli Bojowej Wojsk; Samodzielne stanowiska pracy (starszy specjalista prawny, adiutant). Szefem Departamentu Głównej Kontroli MON w 1993 został gen. dyw. Jan Wojtala, którym był do 1995.

#### Departament Kontroli
W grudniu 1996 nastąpiły istotne zmiany organizacyjne i strukturalne Ministerstwa Obrony Narodowej, które przyczyniły się do przekształceń w strukturach organizacyjnych MON. Wynikiem tego było m.in. połączenie Departamentu Kontroli, bezpośrednio podległego MON i Zespołowi Inspekcji Wojska Polskiego podporządkowanemu Inspektorowi Szkolenia – zastępcy szefa Sztabu Generalnego WP. 2 grudnia 1996 Departament Kontroli rozpoczął swoje funkcjonowanie w nowej strukturze organizacyjnej, w której zafunkcjonował także Zespół Głównych Inspektorów Ministerstwa Obrony Narodowej z szefem gen. dyw. Franciszkiem Puchałą. Na stanowisko Dyrektora Departamentu Kontroli wyznaczony został gen. dyw. Adam Rębacz (1996). W 1997 dyrektorem Departamentu Kontroli MON był gen. bryg. Zdzisław Wijas (1997–2001), zastępcą gen. bryg. Marian Mainda, potem gen.bryg. Jerzy Baranowski.

### Lata 2000–2021
W lutym 2001 nastąpiły zmiany w strukturze organizacyjnej Departamentu Kontroli. Z dniem 17 grudnia 2001 minister obrony narodowej Jerzy Szmajdziński na dyrektora Departamentu Kontroli wyznaczył gen. dyw. Piotra Makarewicza (2001–2006), na zastępcę płka dypl. Janusza Paczkowskiego, po nim gen. bryg. Mariana Kolczyńskiego.
W latach 2006–2012 na stanowisku dyrektora Departamentu Kontroli byli: cz.p.o. gen. bryg. Marian Kolczyński (2006); gen. dyw. Andrzej Baran (2006–2009), który po przejściu w stan spoczynku został w 2009 ponownie wyznaczony przez ministra obrony narodowej Bogdana Klicha na stanowisko dyrektora Departamentu Kontroli (2009–2012). W czerwcu 2012 dyrektorem Departamentu Kontroli został gen. bryg. Sławomir Szczepaniak, którego na to stanowisko wyznaczył minister obrony narodowej Tomasz Siemoniak, a w październiku 2012 mianował dyrektorem gen. bryg. Grzegorza Dudę (2012–2014). W 2014 minister obrony narodowej Tomasz Siemoniak nominował na stanowisko dyrektora Departamentu Kontroli gen. broni w st. spocz. Zbigniewa Głowienkę (2014–2016). Kolejnymi dyrektorami byli: Krzysztof Szulc (2016–2018); Robert Fekete (2018–obecnie).
W roku 2021 dyrektorem Departamentu Kontroli MON był Robert Fekete z zastępcami: Krzysztof Szulc i Maciej Mierzejewski, odpowiadający za organizowanie systemu kontroli oraz procesu planowania i realizacji działalności kontrolnej w resorcie ON, funkcjonujący w Warszawie przy ul. Nowowiejskiej 29. Obecnie dyrektorem Departamentu Kontroli MON jest Maciej Żukowski. W roku 2021 w Warszawie powstał niezależny od Departamentu Kontroli MON – Inspektorat Kontroli Wojskowej.

## Inspektorat Kontroli Wojskowej
Na mocy decyzji Ministra Obrony Narodowej z roku 2022 został utworzony w Warszawie nowy organ kontrolny MON – Inspektorat Kontroli Wojskowej.

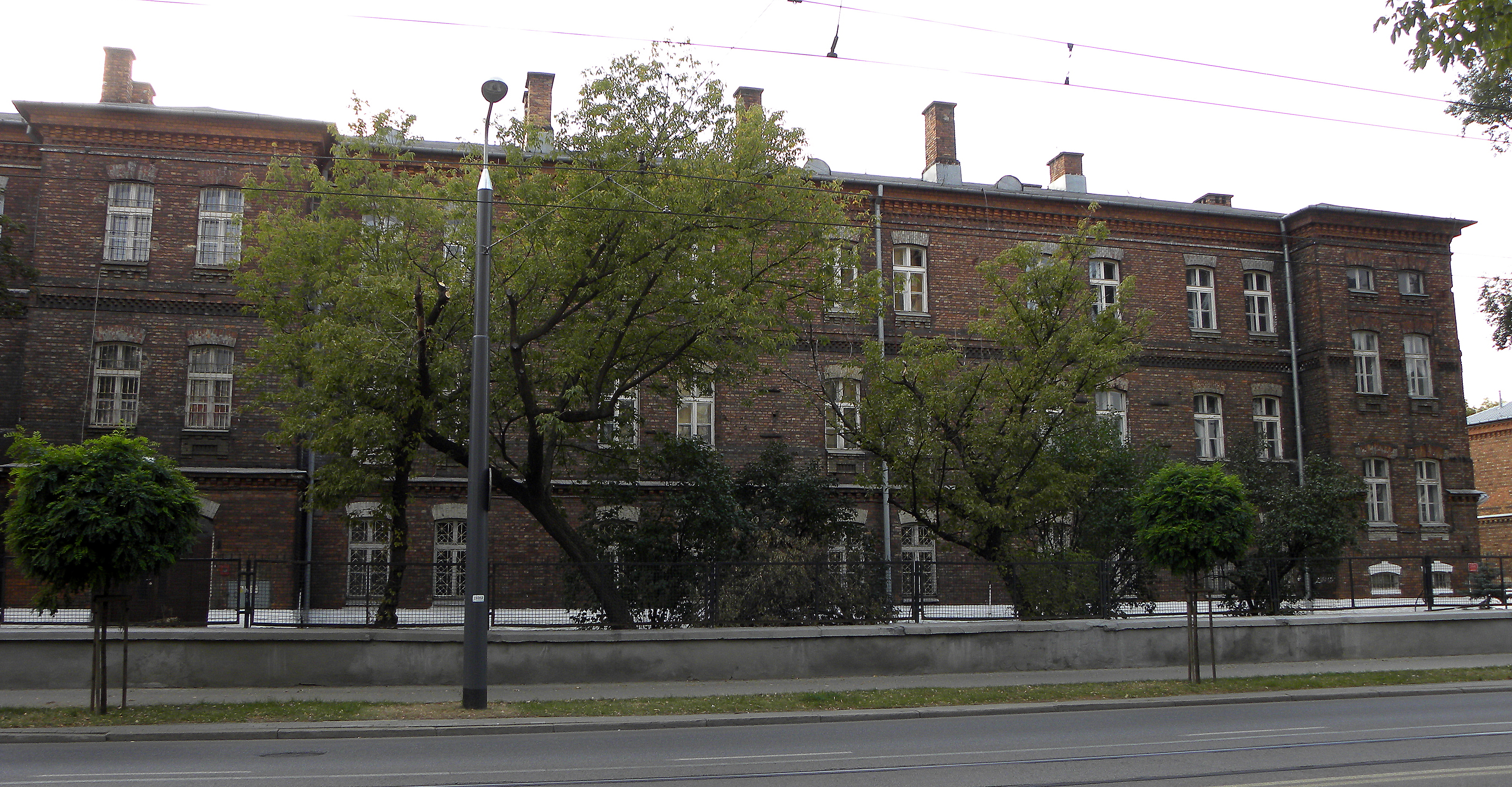
IKW – 11 Listopada 17/19 w 2011

Siedziba IKW mieści się w zabytkowym budynku dawnych koszar, które od roku 1918 i odzyskania niepodległości, dawne kozackie (2 Pułk Kozaków Orenburskich) koszary przejęło Wojsko Polskie. Zespół zabudowań wojskowych rozbudowano, zaś w koszarach przy 11 Listopada siedzibę znalazł 36 Pułk Piechoty Legii Akademickiej (do lat 90 XX wieku w koszarach mieściło się Dowództwo 9. DA OPK oraz 83. dywizjon dowodzenia Obrony Powietrznej m. Warszawa – Jednostka Wojskowa 1560, w 1993 budynki koszar wpisano do rejestru zabytków, do roku 2000 stacjonowała tu 3 Warszawska Brygada Rakietowa Obrony Powietrznej). Zabytkowy kompleks był siedzibą m.in. kilku byłych organizacji wojskowych od 2022 organu wojskowego – Inspektorat Kontroli Wojskowej. Kompleks wojskowy nr 23 jest we władaniu administracyjnym Jednostki Wojskowej nr 3964, gdzie zafunkcjonował nowo powstały organ jako Inspektorat Kontroli Wojskowej będący podległy bezpośrednio Ministrowi Obrony Narodowej. Organ Inspektoratu Kontroli Wojskowej znajduje się w Warszawie na Nowej Pradze w dzielnicy Praga-Północ przy ul. 11 Listopada 17/19.
Inspektorat Kontroli Wojskowej odpowiada za kontrolę Wojska Polskiego. Szef MON powierzył IKW między innymi nadzór nad procesem rekrutacji w ramach ochotniczej służby wojskowej oraz procesem rozbudowy armii do 300 tys. żołnierzy. W latach 2022–2023 Inspektorat Kontroli Wojskowej prowadził między innymi kontrole: w 4 pułku chemicznym z Brodnicy; w 2 pułku rozpoznawczym z Hrubieszowa; w 18 pułku artylerii z Nowej Dęby; w jednostkach 18 Dywizji Zmechanizowanej; 1 Dywizji Piechoty Legionów; w Zarządzie Zasobów Osobowych Dowództwa Generalnego Rodzajów Sił Zbrojnych; w Dowództwie Operacyjnym Rodzajów Sił Zbrojnych; w Zarządzie Wojsk Rakietowych i Artylerii Dowództwa Generalnego Rodzajów Sił Zbrojnych.
Pierwszym szefem Inspektoratu Kontroli Wojskowej był gen. broni Krzysztof Radomski, który na to stanowisko został desygnowany 1 lipca 2022 przez ministra obrony narodowej Mariusza Błaszczaka. 18 grudnia 2023 został odwołany z pełnionej funkcji, a na stanowisko szefa Inspektoratu Kontroli Wojskowej został powołany płk Arkadiusz Widła.

Insygnia IKW (od 2023)
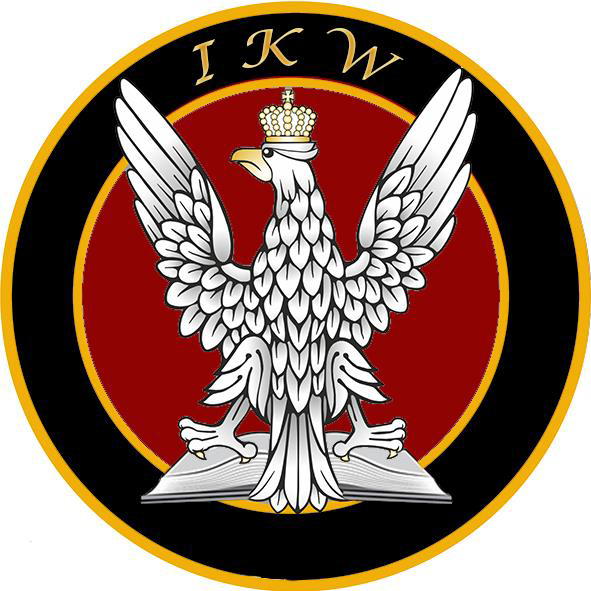
Oznaka rozpoznawcza na mundur wyjściowy
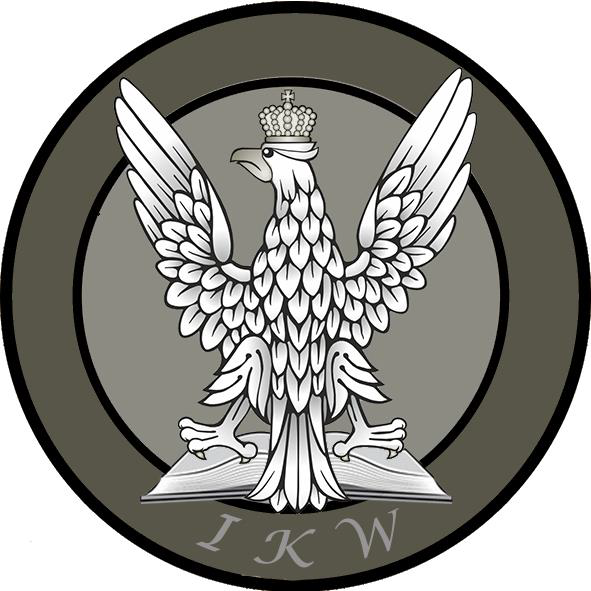
Oznaka rozpoznawcza na mundur polowy

## Zadania
Inspektorat Kontroli Wojskowej odpowiada za:

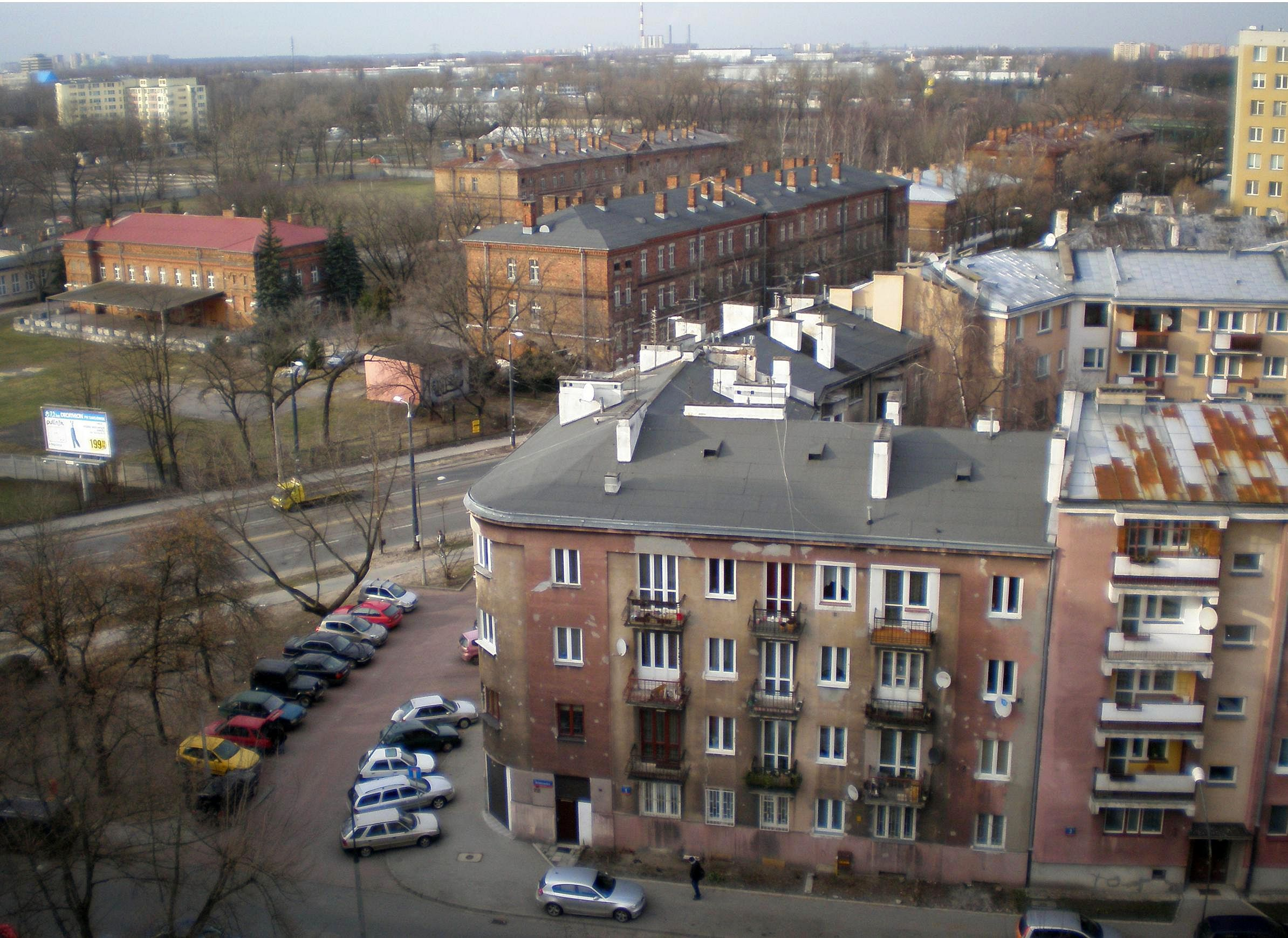
IKW – widoczna z bloku przy ul. Bródnowskiej na Pradze Północ w 2011

- organizowanie systemu kontroli oraz procesu planowania i realizacji działalności kontrolnej w resorcie MON;
- kontroli zdolności bojowej dowództw i jednostek wojskowych oraz ich przygotowania do wykonania zadań przewidzianych na czas pokoju, kryzysu i wojny;
- zapewnienie Ministrowi Obrony Narodowej informacji o stopniu utrzymania zdolności operacyjnej wojsk, przygotowaniu jednostek organizacyjnych do działania w składzie NATO i w ramach UE;
- współpraca w zakresie działalności kontrolnej z Departamentem Kontroli MON, Najwyższą Izbą Kontroli oraz z organami kontroli innych państw;
- zarządzanie i przeprowadzanie kontroli w podległych jednostkach wojskowych, związkach organizacyjnych, operacjach wojskowych Sił Zbrojnych poza terytorium Polski na zasadach i w trybie określonych w przepisach ustawy z dnia 11 marca 2022 r. o obronie Ojczyzny (tekst jedn.: Dz.U. z 2022 r., poz. 2305).

## Struktura organizacyjna
Skład struktury Inspektoratu Kontroli Wojskowej:
- Grupa szefa IKW
- Sekretariat
- Zespół Planowania, Organizacji i Analiz
- Zespół Inspektorów

- Zespół Administracji, Budżetu i Finansów
- Zespół Prawny i Orzecznictwa Kontrolnego
- Zespół Ochrony inf. Niejawnych i Informatyki

## Obsada personalna
Szefowie IKW
- gen. broni Krzysztof Radomski ( 1 lipca 2022 – 18 grudnia 2023)[80][4][83]
- gen. bryg. Arkadiusz Widła (od 18 grudnia 2023 – obecnie)[84][85]

Zastępcy szefa IKW
- gen. bryg. Krzysztof Knut (od 9 stycznia 2023 – 20 listopada 2023)[86][87][88]

## Przekształcenia
1. Oddział Naczelnej Kontroli Wojskowej (1920–1921) → Wojskowa Kontrola Generalna (1921) → Korpus Kontrolerów Wojskowych (1921–1924) → Korpus Kontrolerów (1924–1939) ↘
2. Stanowisko generałów do zleceń (1940–1942) → Inspektor Wyszkolenia (1943–1944)
3. Oddział Inspekcji (1944) → Wydział Inspekcji przy Sztabie Generalnym WP (1945) → Oddział VII Wyszkolenia Bojowego (1946) → Wydział Inspekcji Oddziału III Operacyjnego SG WP (1948) → Oddział Inspekcji Rodzajów Wojsk i Broni przy Głównym Inspektoracie Wyszkolenia Bojowego (1950) → Oddział Inspekcji Rodzajów Wojsk, Broni i Służb (1950) → Zarząd Inspekcji Wyszkolenia Bojowego przy Głównym Zarządzie Szkolenia Bojowego (1952) → Zespoły Inspekcyjne przy Zarządzie Szkolenia Operacyjnego i Inspekcji Wojsk (1961) → Inspekcja Sił Zbrojnych przy Głównym Inspektoracie Szkolenia (1966–1993) → Zespół Inspekcji WP (1993–1996)
4. Główna Kontrola Wojskowa (1946–1993) → Departament Głównej Kontroli (1993–1996) → Departament Kontroli (1996–obecnie)
5. Inspektorat Kontroli Wojskowej (2022–obecnie)